# خیال محمد حسینی
خیال محمد حسینی (زاده: ۱۳۳۰ ولسوالی اندر، ولایت غزنی) سیاست‌مدار افغانستانی و نماینده مردم غزنی در دوره پانزدهم مجلس نمایندگان افغانستان و والی کنونی ولایت زابل است.

## زندگی‌نامه
خیال محمد حسینی متولد ۱۳۳۰ از ولسوالی اندر ولایت غزنی افغانستان است. وی دارای مدرک تحصیلی بکلوریا/دیپلم است.

## دیگر فعالیت‌ها
- فرمانده فرقه/لشکر.[۱]
- حسابدار کل غزنی.[۱]
- رئیس شورای ولایتی غزنی.[۱]
- معاون مقام ولایت غزنی[۱]
- والی ولایت زابل.[۱][۲]
- مشاور رئیس‌جمهور در بخش اقوام و امور اجتماعی.[۲]
- تورن جنرال
- باردوم والی ولایت زابل
- فرمانده جهادی ولایت غزنی